# Die Türme des Februar
Die Türme des Februar (im Original: De torens van februari) ist ein Tagebuchroman der niederländischen Jugendbuchautorin Tonke Dragt aus dem Jahr 1973.

## Inhalt
Ein halbwüchsiger Junge findet sich eines Tages an einem Strand wieder. Er weiß nicht, wer er ist, woher er kommt, seine Uhr ist stehengeblieben, er hat jede Orientierung verloren. In der Ferne liegt ein Schiff vor Anker. Direkt aus dem Meer führen menschliche Fußspuren, er weiß aber nicht, ob sie von ihm selbst stammen.
Sein Blick fällt auf zwei Türme in der Nähe, die ihm Angst einjagen, von denen er sich aber auch wie magisch angezogen fühlt. Auf dem Weg dorthin trifft er einen alten Mann, der den verwirrten Jungen anspricht. Als er hört, dass der Junge offenbar sein Gedächtnis verloren hat, rät er ihm, alles aufzuschreiben, möglicherweise kämen dabei Erinnerungen zurück. Der Mann mit Namen Alva ist ein Wissenschaftler, der sich mit übersinnlichen Erscheinungen befasst. Alva ist der erste einer Reihe weiterer, rätselhafter Begegnungen: da ist Jan, ein Dünenwächter, das Mädchen Teja, ein Hund, der immer alleine herumläuft.
In der Tasche des Jungen steckt ein kleines Notizbuch mit rätselhaften Zeichnungen und einer Handschrift, die er nicht lesen kann. Er schreibt ab jetzt alles, was er beobachtet oder ihn ängstigt, in sein Tagebuch, obwohl Teja ihm rät, nicht über die Vergangenheit nachzudenken. Der erste Eintrag ist vom 30. Februar, der folgende am 31. Februar. Einmal hält er das Notizbuch vor einen Spiegel und erkennt, dass es in Spiegelschrift geschrieben ist, in der er seine eigene Handschrift wiedererkennt. Sein Name lautet also in Wirklichkeit Tom Wit und er stammt aus einer anderen Welt.

## Form
Das Buch ist als Tagebuch verfasst, das der Bruder des Verfassers der Autorin Tonke Dragt angeblich zugeschickt habe, mit der Bitte, es zu veröffentlichen. Tonke Dragt tritt hier nur als Herausgeberin des originalen Textes auf, den sie nur auf Rechtschreibfehler durchgesehen habe, ohne den Text selbst zu verändern.

## Ausgaben
- Die Türme des Februar. Phantastischer Roman. Beltz u. Gelberg, Weinheim/Basel 1990, ISBN 3-407-78081-8 (niederländisch: De torens van februari. 1973. Übersetzt von Liesel Linn, Illustrator Peter Knorr).

Hörbuch
- Die Türme des Februar. Gelesen von Konstantin Graudus. 2005. 5 CD Multibox